# Мирисни живци
Мирисни или олфакторни живци (лат. nn. olfactorii) су сензорни мождани живци, који се састоје од 20-30 немијелизованих нервних снопића у обе половине носне дупље. Они полазе од биполарних ћелија смештених на мирисном пределу слузокоже горњег дела (крова) носне дупље, горњег дела носне преграде и горње носне шкољке. Аксони (наставци) ових нервних ћелија се пружају навише, пролазе кроз отворе на ситастој кости и завршавају се у тзв. мирисној главици која припада мирисном мозгу.
Мирисни живци су најкраћи кранијални нерви и, попут видног живца, не улазе у састав можданог стабла.